# Rue de Paradis-au-Marais
 (octobre 2013).
Si vous disposez d'ouvrages ou d'articles de référence ou si vous connaissez des sites web de qualité traitant du thème abordé ici, merci de compléter l'article en donnant les références utiles à sa vérifiabilité et en les liant à la section « Notes et références ».
Pour les articles homonymes, voir Rue Paradis.
La rue de Paradis-au-Marais était une ancienne rue de Paris. 

## Situation
Elle allait de l'actuelle rue des Archives à la rue Vieille-du-Temple dans le prolongement de la rue des Francs-Bourgeois dont elle a pris le nom sous le Second Empire.

## Origine du nom
Elle devait son nom aux jardins situés près des murs l'enceinte de Philippe Auguste. 

## Historique
En 1287, elle se nommait « rue de Paradis » ou « rue des Jardins », nom qu'elle devait sans doute aux jardins situés près des murs de la ville, et enfermés dans Paris depuis environ quatre-vingts ans par l'enceinte de Philippe Auguste. 
En 1291, elle ne portait déjà plus que le nom de « rue de Paradis ».
Elle est citée sous le nom de « rue de Paradis » dans un manuscrit de 1636 dont le procès-verbal de visite indique : « avons veu quantité de boues et immundices ».

## Bâtiments remarquables et lieux de mémoire
- Aux nos 18 et 20 se trouvait la principale entrée de l'hôtel de Soubise, dont les autres entrées étaient au 89, rue Vieille-du-Temple et au 12, rue du Chaume. Le connétable Olivier de Clisson y demeurait sous le règne de Charles V. Il fut ensuite appelé l'« hôtel des Grâces », parce que Charles VI, au commencement de son règne, y fit grâce aux principaux bourgeois de Paris, après une émeute populaire. Il passa ensuite à la maison de Lorraine puis à celle de Guise, dont il porta le nom jusqu'en 1697. À cette époque, François de Rohan, prince de Soubise, l'agrandit, l'embellit et lui donna son nom, qu'il porte encore. En 1712, Armand Gaston, cardinal de Rohan, fit élever le palais que l'on nomme encore « Cardinal », dont l'entrée était au 89, rue Vieille-du-Temple, et qui dépend de l'hôtel Soubise.